# Yeşilköy, Gökçebey
Yeşilköy là một xã thuộc huyện Gökçebey, tỉnh Zonguldak, Thổ Nhĩ Kỳ. Dân số thời điểm năm 2011 là 791 người.